# جون إي. إلياسن
جون إي. إلياسن (بالإنجليزية: Jon E. Eliassen)‏ هو شخصية أعمال أمريكي، ولد في 1947.